# 遠山村 (千葉県)
遠山村（とおやまむら）とは、千葉県印旛郡にかつて存在した村である。

## 地理
- 現在の成田市の南部、旧成田市の南東部に位置している。
  - 成田市の次の大字が旧遠山村の区分に相当する;小菅・大山・馬場・久米・久米野・山之作・吉倉・東和田・川栗・畑ヶ田・大清水・本城・駒井野・取香・堀之内・新駒井野・長田・十余三・天神峰・東峰・古込・木の根・天浪・御所の内・三里塚・本三里塚・南三里塚・東三里塚・三里塚光ヶ丘・三里塚御料・西三里塚
- 村域は台地と平地が入り組む谷戸が多い地形になっている。

## 歴史
- 1889年（明治22年）4月1日 - 町村制施行に伴い、吉倉村、畑ヶ田村、川栗村、久米村、大山村、馬場村、長田村、駒井野村、十余三村、堀之内村、東和田村、山ノ作村が合併し下埴生郡遠山村が発足[1]。
- 1897年（明治30年）4月1日 - 下埴生郡が印旛郡に編入。同郡の所属となる。
- 1953年（昭和28年） - 駒井野の一部が富里村と千代田村に編入。
- 1954年（昭和29年）3月31日 - 成田町、公津村、八生村、中郷村、久住村、豊住村と合併し成田市が発足。同日遠山村廃止。

### 変遷表
| 遠山村村域の変遷表 | 遠山村村域の変遷表 | 遠山村村域の変遷表     | 遠山村村域の変遷表 | 遠山村村域の変遷表          | 遠山村村域の変遷表  | 遠山村村域の変遷表                            | 遠山村村域の変遷表  | 遠山村村域の変遷表 |
| 1868年 以前        | 1868年 以前        | 明治元年 - 明治22年    | 明治22年 4月1日    | 明治22年 - 昭和19年         | 明治22年 - 昭和19年 | 昭和20年 - 昭和64年                           | 平成元年 - 現在     | 現在               |
| ------------------ | ------------------ | ---------------------- | ------------------ | --------------------------- | ------------------- | --------------------------------------------- | ------------------- | ------------------ |
|                    | 小菅村             | 小菅村                 | 遠山村             | 明治30年4月1日 印旛郡に編入 | 遠山村              | 昭和29年3月31日 成田市                        | 成田市              | 成田市             |
|                    | 東吉倉村           | 明治10年 吉倉村        | 遠山村             | 明治30年4月1日 印旛郡に編入 | 遠山村              | 昭和29年3月31日 成田市                        | 成田市              | 成田市             |
|                    | 西吉倉村           | 明治10年 吉倉村        | 遠山村             | 明治30年4月1日 印旛郡に編入 | 遠山村              | 昭和29年3月31日 成田市                        | 成田市              | 成田市             |
|                    | 卯酉新田           | 明治10年 吉倉村        | 遠山村             | 明治30年4月1日 印旛郡に編入 | 遠山村              | 昭和29年3月31日 成田市                        | 成田市              | 成田市             |
|                    | 畑ケ田村           |                        | 遠山村             | 明治30年4月1日 印旛郡に編入 | 遠山村              | 昭和29年3月31日 成田市                        | 成田市              | 成田市             |
|                    | 川栗村             |                        | 遠山村             | 明治30年4月1日 印旛郡に編入 | 遠山村              | 昭和29年3月31日 成田市                        | 成田市              | 成田市             |
|                    | 大山村             |                        | 遠山村             | 明治30年4月1日 印旛郡に編入 | 遠山村              | 昭和29年3月31日 成田市                        | 成田市              | 成田市             |
|                    | 馬場村             |                        | 遠山村             | 明治30年4月1日 印旛郡に編入 | 遠山村              | 昭和29年3月31日 成田市                        | 成田市              | 成田市             |
|                    | 久米村             |                        | 遠山村             | 明治30年4月1日 印旛郡に編入 | 遠山村              | 昭和29年3月31日 成田市                        | 成田市              | 成田市             |
|                    | 取香村             |                        | 遠山村             | 明治30年4月1日 印旛郡に編入 | 遠山村              | 昭和29年3月31日 成田市                        | 成田市              | 成田市             |
|                    | 長田村             |                        | 遠山村             | 明治30年4月1日 印旛郡に編入 | 遠山村              | 昭和29年3月31日 成田市                        | 成田市              | 成田市             |
|                    | 駒井野村           |                        | 遠山村             | 明治30年4月1日 印旛郡に編入 | 遠山村              | 昭和29年3月31日 成田市                        | 成田市              | 成田市             |
|                    | 堀之内村           |                        | 遠山村             | 明治30年4月1日 印旛郡に編入 | 遠山村              | 昭和29年3月31日 成田市                        | 成田市              | 成田市             |
|                    | 東和田村           |                        | 遠山村             | 明治30年4月1日 印旛郡に編入 | 遠山村              | 昭和29年3月31日 成田市                        | 成田市              | 成田市             |
|                    | 山ノ作村           |                        | 遠山村             | 明治30年4月1日 印旛郡に編入 | 遠山村              | 昭和29年3月31日 成田市                        | 成田市              | 成田市             |
|                    |                    | 明治5年 十余三村の一部 | 遠山村             | 明治30年4月1日 印旛郡に編入 | 遠山村              | 昭和29年3月31日 成田市                        | 成田市              | 成田市             |
|                    | 駒井野村の一部     | 駒井野村の一部         | 遠山村             | 明治30年4月1日 印旛郡に編入 | 遠山村              | 昭和28年 富里村に編入 昭和60年4月1日 町制     | 平成14年4月1日 市制 | 富里市             |
|                    | 駒井野村の一部     | 駒井野村の一部         | 遠山村             | 明治30年4月1日 印旛郡に編入 | 遠山村              | 昭和28年 千代田村に編入 昭和30年7月1日 芝山町 | 芝山町              | 芝山町             |

## 人口・世帯

### 人口
総数 [単位： 人]
| 1891年（明治24年） | 2,662 |
| 1904年（明治37年） | 3,499 |
| 1920年（大正 9年） | 5,366 |
| 1932年（昭和 7年） | 5,579 |
| 1950年（昭和25年） | 9,336 |

### 世帯
総数 [単位： 世帯]
| 1932年（昭和 7年） | 1,115 |
| 1950年（昭和25年） | 1,823 |

## 交通

### 鉄道
- 成田鉄道
  - 多古線（昭和19年1月11日に休止。昭和21年10月9日に廃止。）
    - 法華塚駅 - 三里塚駅

  - 八街線（昭和15年5月14日に廃止。）
    - 三里塚駅 - 根木名駅

### 道路
- 二級国道国道123号
  - （ → 一般国道 国道51号）